# بوركو إينيدي تيبستي (إقليم)
بوركو إينيدي تيبستي هو إقليم من ضمن 18 إقليم لدولة تشاد حتى عام 2008، وعاصمته فايا لارجو. كان يتألف من محافظة بوركو-إينيدي-تيبستي ‏ السابقة. كانت معظم الإقليم جزءًا من الصحراء الكبرى .
في عام 2008، قُسم هذا الإقليم إلى ثلاث أقليم جديدة: إقليم بوركو وإقليم إنيدي وإقليم تيبستي .

## التقسيمات
تم تقسيم منطقة Borkou-Ennedi-Tibesti سابقًا إلى 4 أقسام :
| قسم           | عاصمة      | المحافظات الفرعية                                  |
| ------------- | ---------- | -------------------------------------------------- |
| بوركو         | فايا لارجو | بوركو يالا، فايا لارجو، كوبا أولانجا، يبيبو، ياردا |
| إنيدي الشرقية | بهائي      | بهائي، باو بليات، كاورة، موردي                     |
| إنيدي الغربية | فادا       | فادا، جورو، كاليت، أونيانجا                        |
| تيبستي ‏       | برداي      | عوزو، برداي، وور، زوار، زومري                      |

## الديموغرافيا
كان عدد سكان الإقليم 70603 نسمة في عام 1993، منهم 59479 من السكان المقيمين و11124 من البدو. في عام 2009، بلغ عدد سكان 286،986 نسمة.
المجموعات العرقية اللغوية الرئيسية هي الدازة (55.96٪)، التيدا (22.63٪)، الزغاوة (10.17٪) والعرب (2.57٪).

## التاريخ الطبيعي
هناك مجموعة متنوعة من الحيوانات والنباتات في هذه المنطقة. في السابق، كان للكلاب البرية التشادية (Lycaon pictus sharicus) تجمعات في هذه المنطقة، ولكن يُنظر إليها الآن على أنها مستأصلة من المنطقة، بسبب أنشطة البشر بالإضافة إلى التصحر، وهي ظاهرة مرتبطة بتزايد عدد السكان.